# Choroïdérémie
Pour les articles homonymes, voir CHM.
 Mise en garde médicale
La choroïdérémie (CHM) est une maladie génétique de l’œil récessive liée au chromosome X. Elle fait partie du groupe des rétinopathies pigmentaires (perte des photorécepteurs et dépôts pigmentaires).

## Historique
Elle a été décrite pour la première fois en 1872 par Ludwig Mauthner.

## Nature et définition de la maladie
C'est une maladie génétique rare qui provoque la perte de la vision par dégénérescence de l'épithélium pigmentaire rétinien et de la neurorétine. La maladie touche presque exclusivement la population masculine. Dans l'enfance, la cécité nocturne est un des symptômes les plus caractéristiques. Quand la maladie progresse, il y a une perte de la vision qui débute fréquemment par un cercle irrégulier qui s'étend progressivement à la fois vers la vision centrale et vers la vision périphérique.
La maladie progresse tout au long de la vie de l’individu. Cependant l'évolution des symptômes et le degré de perte visuelle sont variables entre les personnes atteintes et ce même au sein de la même famille.
La perte de la vision réelle est causée par la dégénérescence de plusieurs couches de cellules qui sont essentielles à la vue. Ces couches, qui tapissent l'intérieur de l'arrière de l'œil, sont la choroïde, l'épithélium pigmentaire rétinien (EPR), et la neurorétine. La choroïde est un réseau de vaisseaux sanguins situés entre la rétine et la sclérotique (le "blanc de l'œil"). Ces vaisseaux choroïdiens fournissent de l'oxygène et des nutriments à la fois à l'EPR et aux cellules photoréceptrices de la rétine.
L'EPR, directement sous la neurorétine, participe étroitement à la fonction des cellules photoréceptrices. Les photorécepteurs convertissent la lumière en impulsions électriques codant un message qui, une fois transféré et interprété par le cerveau permet de "voir". Dans les premiers stades de la choroïdérémie, il semblerait que ce soit la choroïde et l'épithélium pigmentaire rétinien qui commencent par se détériorer. Par la suite, les cellules photoréceptrices dégénèrent. En conséquence, la vision est totalement perdue.

## Pathophysiologie
La choroïdérémie est causée par une mutation dans le gène CHM conduisant de ce fait à la perte de fonction de la protéine Rab Escort Protein 1 (Rep1). Il s'agit d'une protéine d'escorte essentielle à la survie des cellules. Rep1 conduit des protéines de la famille des Rab à une enzyme (RGGTase) pour que la protéine Rab soit prénylée, c'est-à-dire modifiée post-traductionnellement pour accomplir sa fonction. Il existe une protéine qui possède 75 % d'homologie avec Rep1. Cette protéine s'appelle Rab escort protein 2 (Rep2) et elle est capable de compenser la perte de Rep1. Cependant dans l'œil, il existe une protéine Rab essentielle (Rab27) mais dont le complexe Rep2/Rab27 possède une affinité moindre pour l’enzyme RGGTase. Le couple Rep1/Rab27 est donc extrêmement important pour le fonctionnement des cellules dans l'œil.
Des études ont montré qu'il y a une accumulation de protéines Rab27 non prénylées dans des lymphoblastes de patients atteints de choroïdérémie. Le lien entre l'accumulation de Rab non-prénylés et la cécité n'est pas encore totalement connu.

## Présentation
Généralement, seuls les hommes présentent les symptômes de cette maladie, néanmoins dans de rares cas, quelques femmes peuvent être atteintes.
La choroïdérémie débute par une cécité nocturne commençant dès l'enfance. Quand la maladie progresse, le patient CHM perd sa vision périphérique et la perception des profondeurs, conduisant parfois à la cécité totale. Dans d’autres cas, la progression de la maladie conduit à une perte sévère de l'acuité visuelle et de la perception des couleurs.

## Diagnostic
Il existe un test génétique de dépistage sanguin pour diagnostiquer la choroïdérémie.

## Pistes de traitement
La thérapie génique est une piste prometteuse. Ainsi l'injection intra-oculaire (près de la fovéa) d'adénovirus portant le gène CHM fonctionnel chez des patients adultes porteurs de la maladie, a pu améliorer sensiblement l'acuité visuelle.